# Slag bij Sappony Church
De Slag bij Sappony Church  vond plaats op 28 juni 1864 in Sussex County, Virginia tijdens de Amerikaanse Burgeroorlog. Tijdens de Wilson-Kautz Raid op de Zuidelijke spoorwegverbindingen werden de Noordelijken aangevallen door hun Zuidelijke achtervolgers.

## Achtergrond
Petersburg in Virginia was het centrum voor de bevoorrading van de Zuidelijke hoofdstad Richmond. De stad werd belegerd door de Noordelijke legers onder leiding van luitenant-generaal Ulysses S. Grant. Petersburg was een knooppunt van verschillende spoorlijnen, namelijk de Richmond and Petersburg spoorweg vanuit het westen, de Wilmington and Weldon spoorweg naar North Carolina en de Southside spoorweg naar Lynchburg. Op 22 juni had Grant de opdracht gegeven aan de brigadegeneraals James H. Wilson enAugust V. Kautz om de spoorwegen aan de vallen om de Zuidelijke bevoorrading af te snijden. Tijdens deze raid zouden de Noordelijken 97 km spoorlijn vernietigen. Het eerste grote treffen vond plaats bij de Staunton River Bridge op 25 juni waar de Noordelijken verslagen werden zonder dat ze brug hadden vernietigd. Ze werden voortdurend op de hielen gezeten door de Zuidelijke cavalerie onder leiding van generaal-majoor W.H.F. "Rooney" Lee.

## De slag
Op 28 juni stak de Noordelijke cavalerie de Nottoway rivier over en bereikten de Stony Creek Depot langs de Weldon spoorweg. Hier werden ze aangevallen door de divisie van generaal-majoor Wade Hampton. Tijdens de gevechten bereikten de eenheden van Lee eveneens het slagveld. Ze namen onmiddellijk deel aan de strijd. Tegen het invallen van de duisternis trokken de Noordelijken zich opnieuw terug. Ze probeerden Reams Station te bereiken. Tijdens hun terugtocht werden de slaven die zich ondertussen hadden aangesloten bij de Noordelijken achtergelaten.